# Prymaza
Prymaza, primaza – enzym biorący udział w replikacji DNA, odmiana polimerazy RNA zależnej od DNA. 
Prymaza jest aktywowana przez helikazę DNA i po aktywacji syntezuje na obu niciach DNA krótkie (11 +/-1 zasad) komplementarne odcinki starterowego RNA wykorzystywane przez polimerazę DNA do rozpoczęcia syntezy nowych nici DNA w procesie replikacji DNA. Do syntezy RNA nie potrzebuje, w odróżnieniu od polimeraz DNA, starterów z wolnym końcem 3'-OH. Po połączeniu się z helikazą tworzy kompleks enzymatyczny zwany prymosomem. 
Prymaza bakteryjna jest produktem genu dnaG.
U eukariontów i archeonów prymaza zbudowana jest z dwóch podjednostek, z których mniejsza ma aktywność polimerazy RNA. U eukariontów z dwoma podjednostkami prymazy związana jest polimeraza DNA-α i podjednostka B.